# Canal del Duero
El canal del Duero es un canal de abastecimiento de agua, construido en el siglo XIX en Valladolid con el fin de abastecer de agua potable la ciudad y crear una gran superficie de regadío en sus alrededores. Valladolid siempre había tenido problemas para obtener agua apta para el consumo humano porque estaba situada en la confluencia del río Pisuerga y su afluente el río Esgueva, que llegaba en varios ramales formando una gran zona pantanosa e insalubre. Anteriormente se tomaban las aguas del canal de Castilla. El crecimiento de la ciudad durante la industrialización provocó mayores necesidades de agua.

## Historia

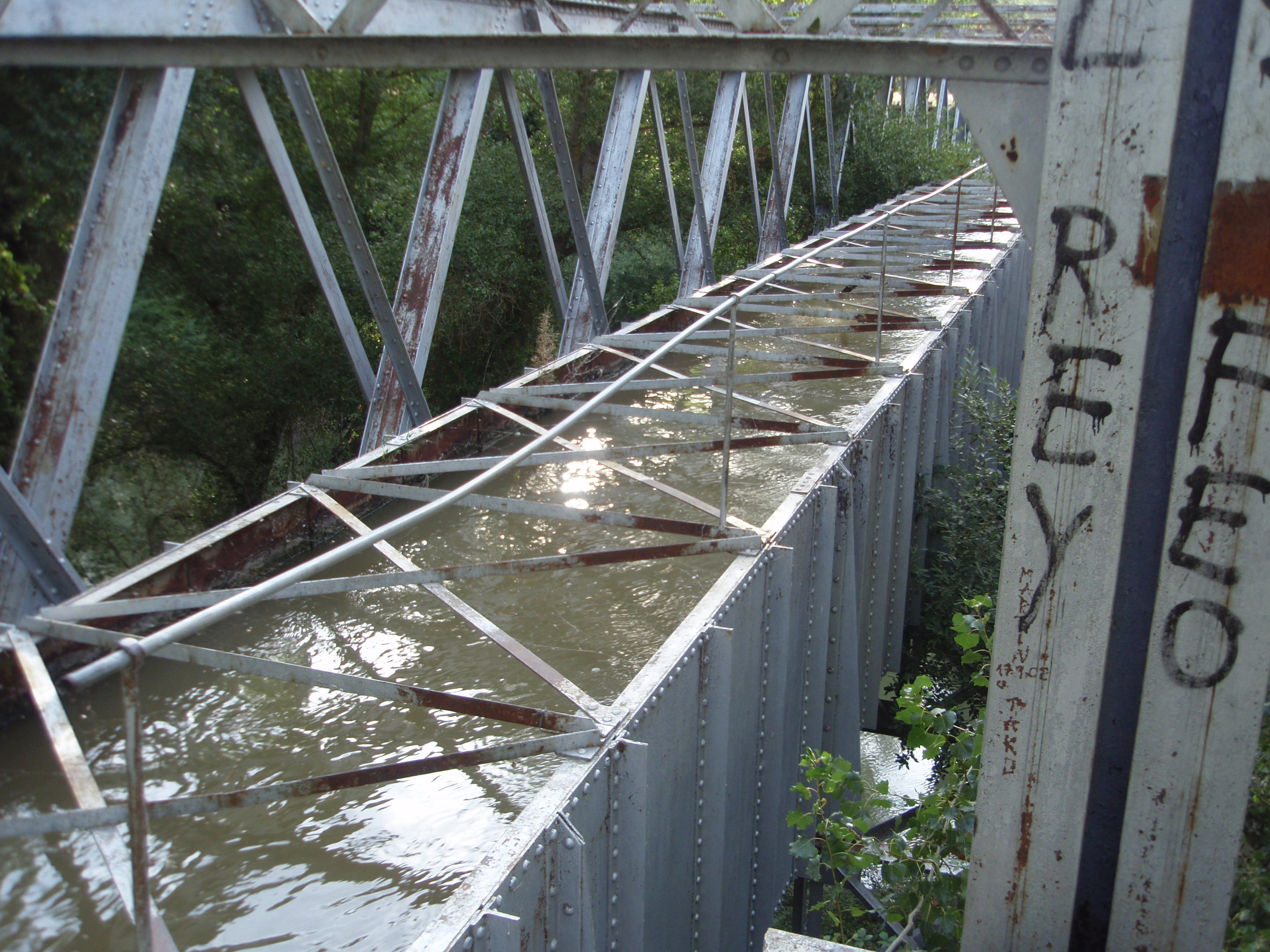
Acueducto del canal del Duero cruzando el río Duero a su paso por Tudela de Duero (Valladolid). Fue construido por la Maquinista Terrestre y Marítima de Barcelona y se finalizó en 1883

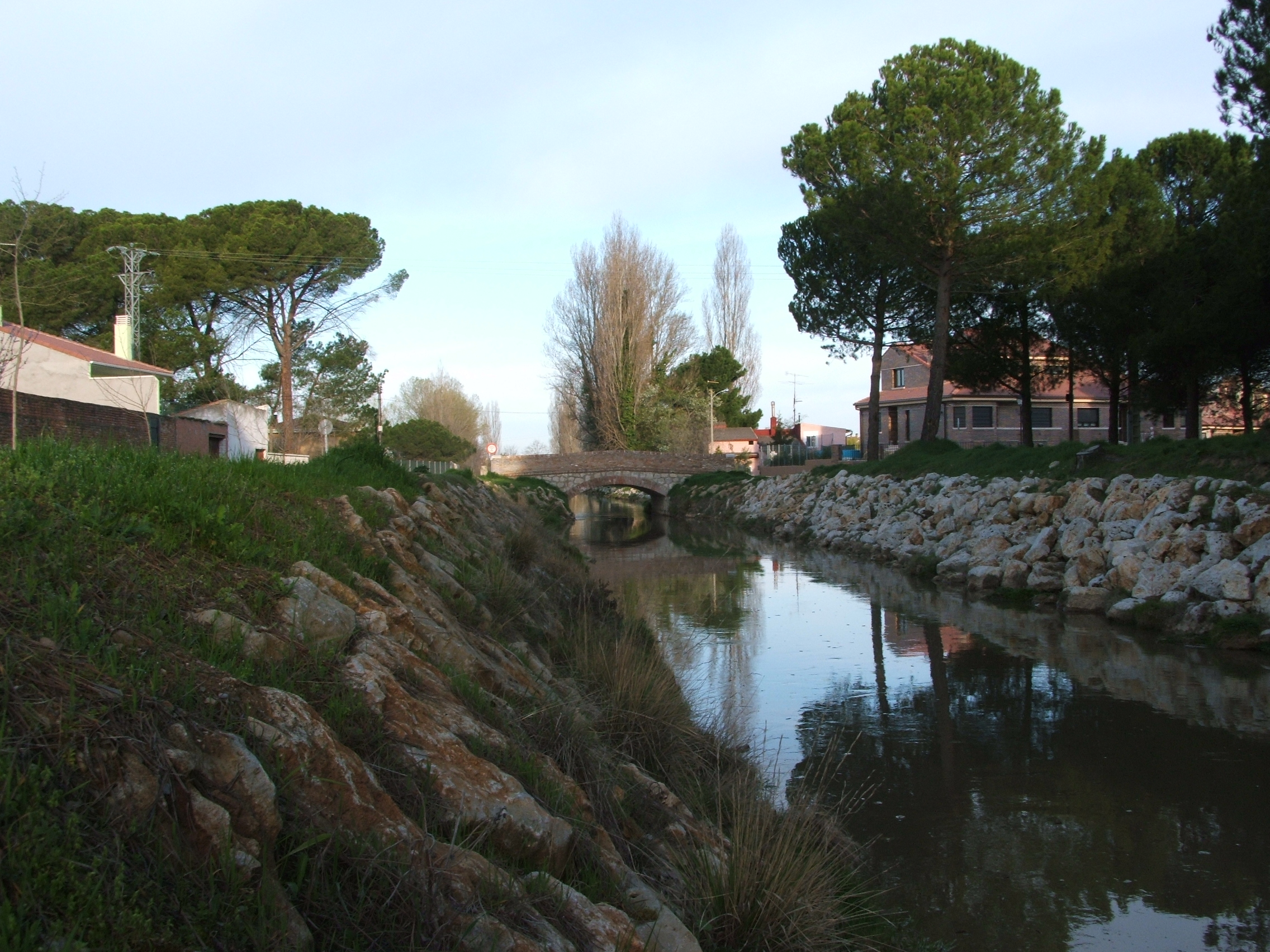
Vista del canal del Duero a su paso por Laguna de Duero

Para tratar de solucionar los problemas de abastecimiento de agua a Valladolid, que durante el siglo XIX triplicó su población, se dieron, entre 1861 y 1864, varias propuestas, de las que destaca la llevada a cabo por León García Alejo, quien por Real Orden de 23 de mayo de 1861 recibió autorización "para practicar en él término de un año los estudios de un canal derivado del rio Pisuerga, que fertilice varios terrenos desde las inmediaciones de Cabezón hasta Herrera de Duero, y surta de aguas potables á la ciudad de Valladolid." El 9 de mayo de 1862 aparecía en la Gaceta de Madrid una Real Orden autorizando que la labor de García Alejo "se haga extensiva al estudio de derivación de las aguas del rio Duero, con el mismo objeto". León García Alejo firmó el 19 de agosto de 1862 un proyecto de Canal de Valladolid.
En abril de 1864, García Alejo cedió y traspasó todos los derechos de la concesión de los estudios y el proyecto de Canal de Valladolid a la Sociedad de Crédito "Unión Castellana", que se había constituido en enero de ese mismo año. Por Real Orden de 1 de mayo de 1864, se concedió a esta Sociedad construir un canal que derivase del Duero, tomando las aguas cerca del actual despoblado de Peñalba, y, con un recorrido de 22,49 km., terminase en una explanada cercana a Valladolid (seguramente próxima a la ermita de San Isidro), para surtir de agua a la ciudad, tras lo cual se dividiría en dos acequias que desaguarían en el Pisuerga. Como puede verse, frente al canal actual, construido con posterioridad, el proyectado era sensiblemente más corto, al tomar las aguas del Duero en Peñalba y no en Quintanilla de Onésimo, aguas arriba del río, como se ejecutó. El proyecto a construir estaba firmado por Joaquín Montero, el cual parece que se basó en el de García Alejo, y su presupuesto ascendía a 8.875.666 reales. Sin embargo, a pesar de todo esto, la construcción no se inició, probablemente porque la Unión Castellana vio la construcción del canal como un negocio de dudosa rentabilidad. 

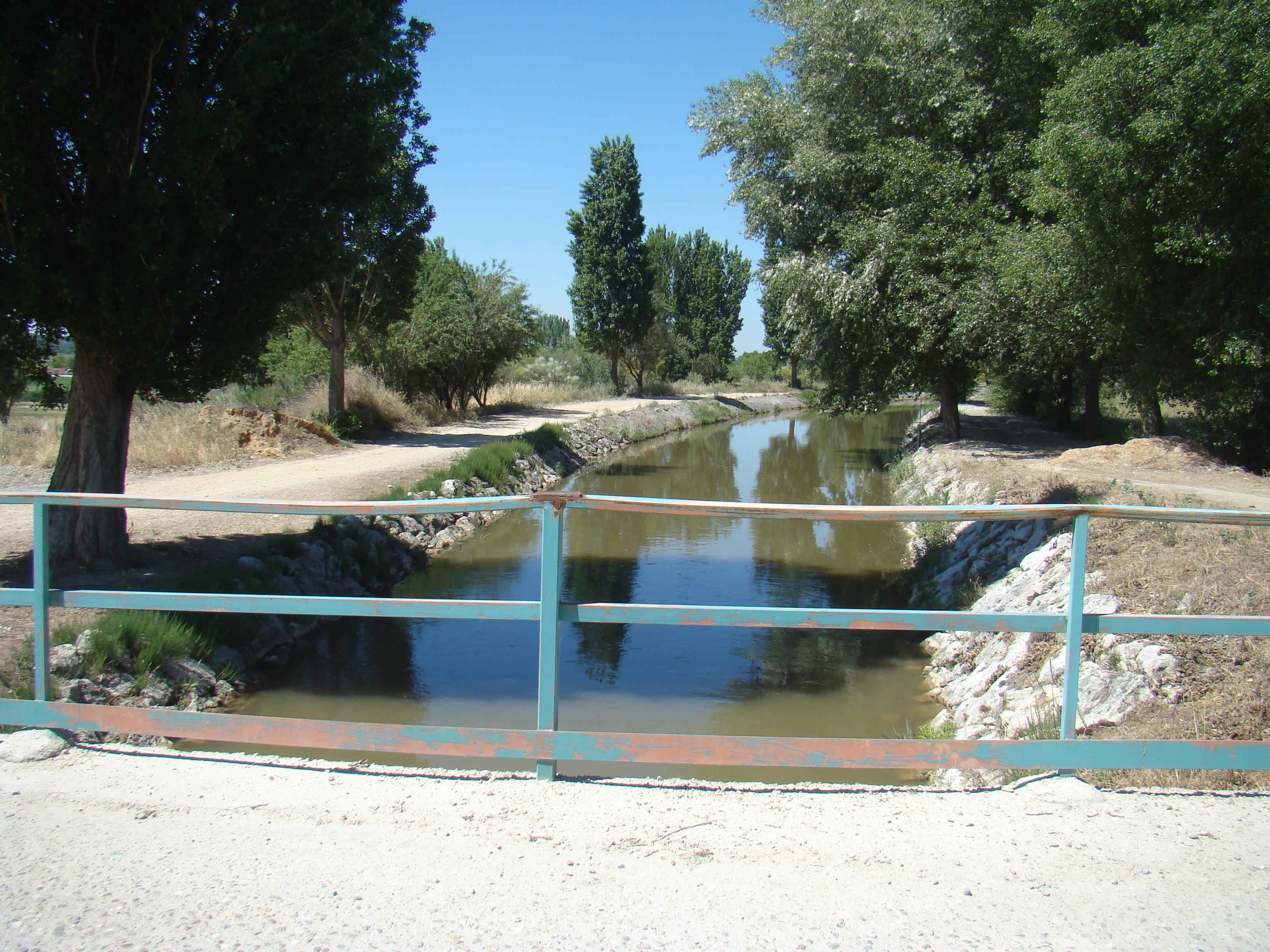
El canal del Duero a su paso por Fuentes de Duero

En 1874 y 1875, dado que el problema de abastecimiento de aguas a Valladolid iba en aumento, el consistorio negoció con la Unión Castellana una serie de condiciones económicas para que esta construyera en la ciudad una red de abastecimiento de agua a través de cañerías surtidas por el canal proyectado, de forma que fuera rentable para la Unión Castellana. Sin embargo, por Real Orden de 21 de enero de 1875, la concesión de 1864 fue declarada caducada. La Unión Castellana maniobró, de forma que en el verano de 1876 ya tenía de nuevo una concesión. Los términos de esta (Real Orden de 21 de abril de 1876) especificaban que el canal, además de para abastecer de agua a Valladolid, serviría para fertilizar una superficie de 8.000 hectáreas de cultivos en sus inmediaciones, para lo cual se concedía un caudal de 4.200 litros/segundo, 4.000 para el riego y los 200 restantes para abastecimiento de la ciudad. Se obligaba al concesionario a que el canal no interrumpiera el paso de caminos y demás, construyendo para ello pontones u obras similares. El presupuesto era de 4.332.849 pesetas.

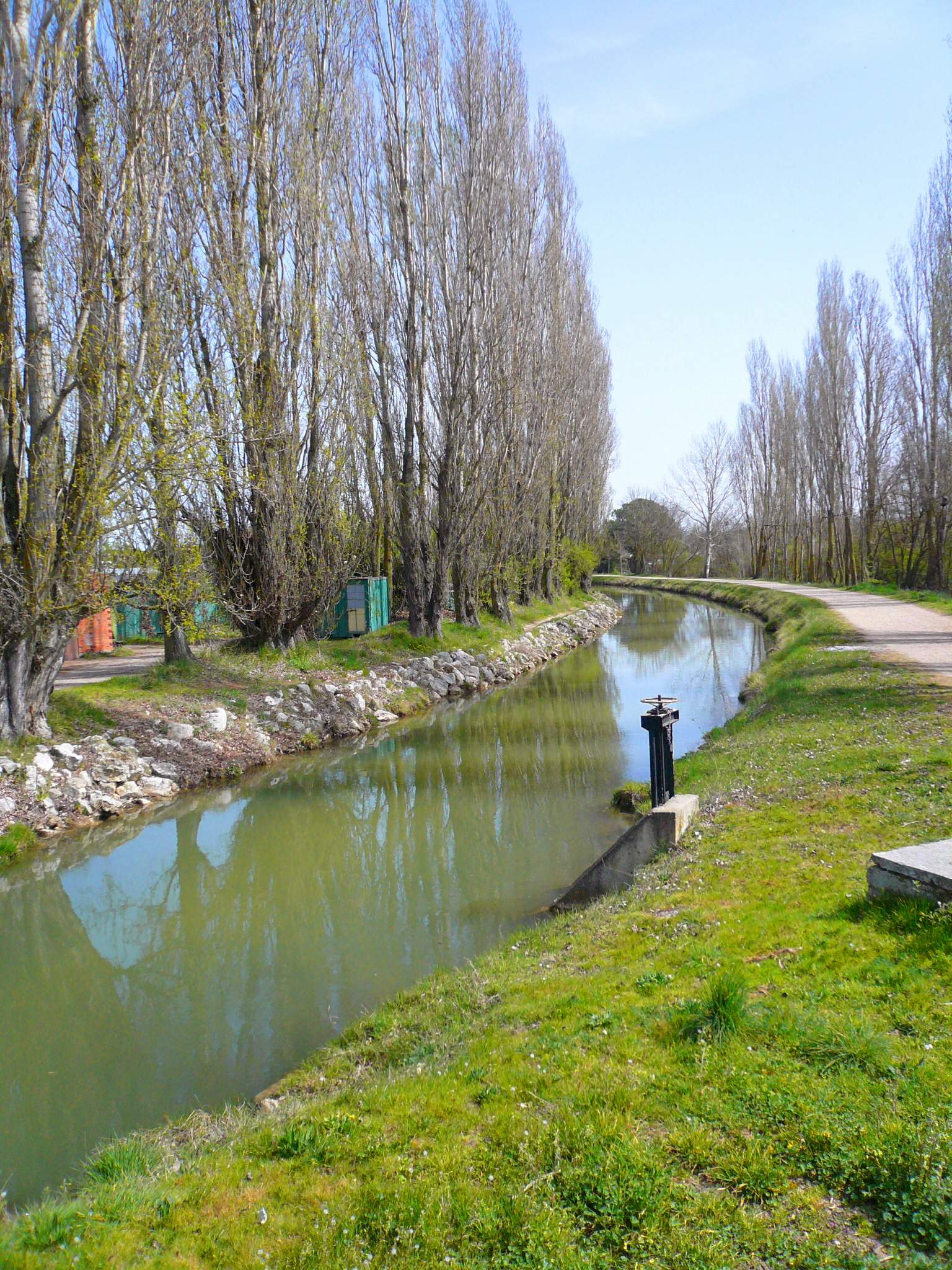
Vista del canal del Duero a su paso por Laguna de Duero

Sin embargo, tampoco el canal se inició entonces, pues se seguía negociando con el Ayuntamiento de Valladolid las condiciones económicas de abastecimiento de aguas a la ciudad. En 1879, la Unión Castellana entró en conversaciones para realizar las obras con José de Salamanca, más conocido como el Marqués de Salamanca, importante figura de las finanzas españolas del siglo XIX. Parece ser que el Marqués vio en el canal un negocio capaz de cambiar el rumbo a sus maltrecha economía. El Marqués, clave para la realización del canal, formó una Sociedad Canal del Duero, que obtuvo a su vez la concesión que había sido dada a la Unión Castellana en 1876. 
Con ello, el Ayuntamiento de Valladolid siguió negociando las condiciones de la red de abastecimiento de aguas a la ciudad, llegando por fin a unas que parecieron útiles. Sin embargo, se alertó de problemas técnicos en el proyecto del canal. Por ello, se elaboró un nuevo proyecto, que modificaba el anterior, por parte del ingeniero Mariano Cárcer Salamanca (sobrino del Marqués), firmado el 2 de octubre de 1879. La modificación mayor consistía en alargar el canal unos 12 kilómetros, de forma que se cogieran las aguas del Duero en Quintanilla de Onésimo y no en Peñalba. De esa forma, se ganaría altura en el canal, de forma que sería más sencillo extraer agua del mismo. Se decidió reutilizar para la toma de aguas una presa antigua bien conservada en Quintanilla, para lo cual fue necesario además realizar una galería de unos 500 metros de longitud bajo la población para que el canal transcurriera por ella y se evitara demoler parte del caserío. Todo esto generaba un importante aumento del presupuesto, que se subsanó en parte recortando ciertas partidas. Por Real Orden de 22 de enero de 1880 se aprobó este nuevo proyecto. Las obras comenzaron cerca del Monasterio de Retuerta el 19 de noviembre de 1880.
En 1883 el Canal estaba abierto hasta el km 17 y las obras llegaban hasta el km 37, de una distancia total de 52 km. Según la prensa de la época, trabajaban en las obras del canal unos 1000 obreros. Tras algún parón en la obra y varias vicisitudes (como la rotura del cauce del canal cerca de Sardón de Duero en abril de 1886), fue inaugurado el 17 de noviembre de 1886. Fue director de las obras el ingeniero de caminos, canales y puertos Recaredo de Uhagón (1848-1912). 
En la actualidad el canal sigue funcionando, aunque necesitó una gran reparación en 2004–2005 pues tenía muchas fugas debido a su antigüedad.

## Geografía
Toma sus aguas del río Duero, en la presa de Quintanilla de Onésimo, y discurre hasta Valladolid por los términos municipales de Tudela de Duero y Laguna de Duero. Desemboca actualmente en el Pisuerga entre Santovenia y Cabezón.

## Aprovechamiento económico

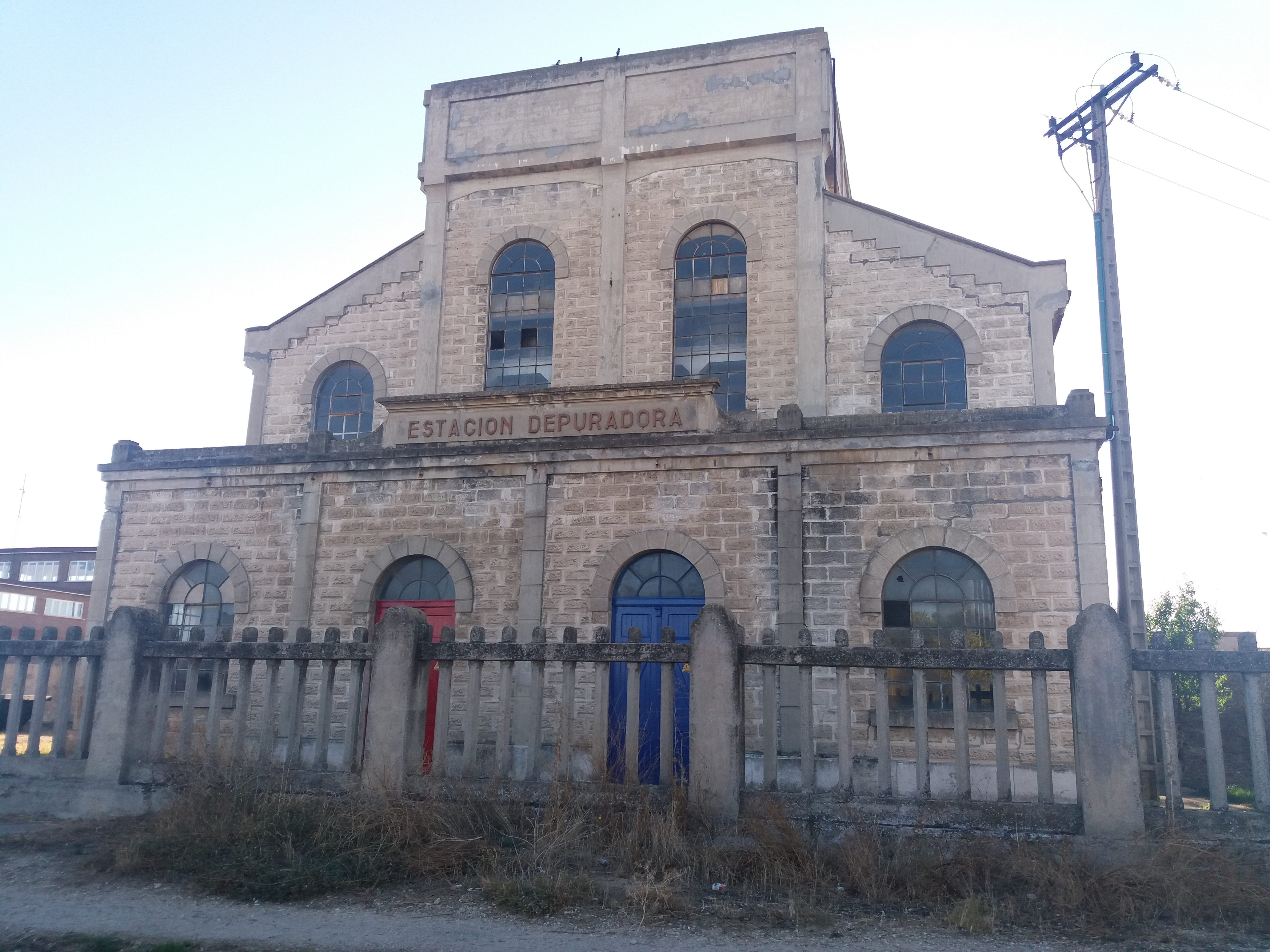
Vestigios del canal del Duero en Valladolid

Desde mediados del siglo XX su finalidad principal ha sido el regadío. Para este propósito se completó la obra con varias acequias que toman sus aguas del canal y las distribuyen por las zonas circundantes. La acequia de Laguna-Puente Duero atraviesa el municipio de Laguna de Duero y llega hasta Puente Duero.
Las márgenes del canal y de sus acequias son actualmente transitables. La abundante vegetación que bordea su curso favorece el frescor en tiempo caluroso y hace especialmente agradable el paseo. Las vistas son también muy recomendables.